# Digestion aérobie
Pour les articles homonymes, voir Digestion (homonymie).
La digestion aérobie ou fermentation aérobie est un processus de traitement des eaux usées conçu pour réduire le volume des boues d'épuration et les rendre aptes  à une utilisation ultérieure. Plus récemment, une technologie a été développée qui permet le traitement et la réduction d'autres déchets organiques, tels que les déchets alimentaires, de carton et d'horticulture. C'est un processus bactérien se produisant en présence d'oxygène. Les bactéries consomment rapidement la matière organique et la transforment en dioxyde de carbone, en eau et en une gamme de composés organiques de poids moléculaire inférieur. Comme il n'y a pas de nouvel approvisionnement en matière organique provenant des eaux usées, le biote des boues activées commence à mourir et est utilisé comme nourriture par les bactéries saprotrophes. Cette étape du processus est connue sous le nom de respiration endogène et c'est le processus qui réduit la concentration en solides dans les boues.

## Processus
La digestion aérobie est généralement utilisée dans une usine de traitement des boues activées. Les boues activées résiduelles et les boues primaires sont combinées, le cas échéant, et transmises à un épaississeur où la teneur en solides est augmentée. Cela réduit considérablement le volume qui doit être traité dans le digesteur. Le processus est généralement exécuté comme un processus par lots avec plus d'un réservoir de digesteur en fonctionnement à la fois. L'air est pompé à travers le réservoir et le contenu est agité pour garder le contenu complètement mélangé. Du dioxyde de carbone, de l'air vicié et de petites quantités d'autres gaz, compris du sulfure d'hydrogène, sont émis. Ces gaz résiduaires nécessitent un traitement pour réduire les odeurs dans les ouvrages proches des habitations ou susceptibles de provoquer des nuisances publiques. La digestion est poursuivie jusqu'à ce que le pourcentage de solides dégradables soit réduit entre 20% et 10% selon les conditions locales. Lorsque des déchets autres que des eaux usées sont traités, les déchets organiques tels que les déchets alimentaires, de carton et d'horticulture peuvent être considérablement réduits en volume laissant une production qui peut être utilisée comme amendement du sol ou comme combustible de biomasse.

## Avantages
Parce que la digestion aérobie se produit beaucoup plus rapidement que la digestion anaérobie, les coûts d'immobilisation de capital de la digestion aérobie sont inférieurs.
Le processus est généralement exécuté à température ambiante et le processus est beaucoup moins complexe que la digestion anaérobie et est plus facile à gérer.

## Désavantages
Les coûts d'exploitation sont généralement beaucoup plus élevés pour la digestion aérobie que pour la digestion anaérobie en raison de l'énergie utilisée par les ventilateurs, les pompes et les moteurs nécessaires pour ajouter de l'oxygène au processus. Cependant, les progrès technologiques récents comprennent des systèmes de filtration non aérés électriquement qui utilisent des courants d'air naturels pour l'aération au lieu de machines à commande électrique.
Les boues digérées ont une énergie résiduelle relativement faible et bien qu'elles puissent être séchées et incinérées pour produire de la chaleur, le rendement énergétique est très inférieur à celui produit par la digestion anaérobie.

## Digestion aérobie thermophile autothermique
La digestion aérobie thermophile autothermique est un concept de traitement des boues fécales qui utilise les nutriments contenus dans les boues et la chaleur métabolique des bactéries pour créer des températures élevées dans le digesteur aérobie. Cela déplace progressivement la communauté microbienne vers le thermophile à des températures généralement de 55 degrés Celsius ou plus. Alors que les exigences d'aération plus élevées de la digestion aérobie thermophile autothermique augmentent encore la consommation d'énergie et les nuisances olfactives potentielles, l'augmentation de la température rend les biosolides (en) résultants beaucoup plus sûrs pour une réutilisation.